# ベールの範疇定理
数学におけるベールの範疇定理（ベールのはんちゅうていり、英: Baire category theorem）、あるいはベールのカテゴリー定理は、位相空間論および関数解析学で重要な道具で、ルネ＝ルイ・ベールが1899年の博士学位論文において証明した。この定理には二つの形があり、何れも位相空間がベール空間であるための十分条件を与えるものになっている。

## 定理の主張
ベール空間は「開稠密部分集合 {\displaystyle U_{n}} からなる任意の可算族に対して、それらの交わり {\displaystyle \bigcap _{n}U_{n}} は稠密」という性質を満たす位相空間である。
主張 1 (BCT1)
任意の完備距離空間はベール空間である。より一般に、完備擬距離空間の開部分集合に同相な任意の位相空間はベール空間である。従って任意の完備距離化可能空間はベール空間である。
主張 2 (BCT2)
任意の局所コンパクトハウスドルフ空間はベール空間である。
このことの証明は主張 1 と同様で、コンパクト性からくる有限交叉性が鍵になる。
この二つの主張は一方が他方を含んでいるとかいうようなものでないことに注意すべきである。これは（有理数の全体に後述するような距離を入れたものや任意の無限次元バナッハ空間のように）局所コンパクトでない完備距離空間が存在することや、あるいは（例えば非自明なコンパクトハウスドルフ空間の非可算積空間や非可算フォート空間など函数解析学で用いられるいくつかの函数空間のように）距離化可能でない局所コンパクトハウスドルフ空間が存在することによる。詳細はSteen & Seebach (1995)を参照。
主張 3 (BCT3)
空でない完備距離空間、あるいは内点を持つその部分集合は疎（英: nowhere dense）な閉集合の可算和にはならない。
これは BCT1 と同値だがこちらの定式化のほうが応用上しばしば有用である。これから、「空でない完備距離空間が閉部分集合の可算和に書けるならば、その閉集合のうちの少なくとも一つは内部が空でない」ということも言える。

## 選択公理との関係
二つの主張 BCT1 と BCT2 を任意の完備距離空間に対して証明するには、適当な形の選択公理を用いる必要がある。実は BCT1 は ZF のもとで従属選択公理と呼ばれる弱い形の選択公理と同値である。
完備距離空間がさらに可分であることを仮定する制限された形のベールの範疇定理であれば、何らの選択公理を付け加えることなく ZF において証明することができる。この弱い形の範疇定理は特に実数直線、ベール空間 {\displaystyle \omega ^{\omega }}、およびカントール空間 {\displaystyle 2^{\omega }} に適用できる。

## 範疇定理の利用
主張 BCT1 は関数解析学において開写像定理、閉グラフ定理および一様有界性原理の証明に利用される。
また、BCT1 は孤立点を持たない任意の完備距離空間が非可算であることを示すのにも利用できる。実際、{\displaystyle X} が孤立点を持たない可算完備距離空間ならば、{\displaystyle X} の各一元集合 {\displaystyle \{x\}} は疎集合、ゆえに {\displaystyle X} それ自体は第一類集合になる。特にこのことから実数全体の成す集合が非可算であることがわかる。
BCT1 から次の空間がベール空間であることが示せる：
- 実数全体が通常の距離に関して成す空間 {\displaystyle \mathbf {R} }
- 無理数の全体に距離関数を {\displaystyle d(x,y)=1/(n+1)} で定めた空間（これは完備距離空間になる）。ただし {\displaystyle n} は {\displaystyle x} と {\displaystyle y} の連分数展開が一致しない最初の項の番号。
- カントール集合

主張 BCT2 を用いれば、任意の有限次元ハウスドルフ多様体がベール空間となることがわかる。これは当該の多様体が局所コンパクトハウスドルフであることによる。このことは、多様体がパラコンパクトでない（従って距離化可能でない）場合でも成り立つ（例えば、長い直線）。